# Mounir Hamoud
Mounir Hamoud (Nador, 1º febbraio 1985 – Drammen, 12 febbraio 2024) è stato un calciatore marocchino naturalizzato norvegese, di ruolo difensore.

## Biografia

### Origini
Mounir Hamoud nacque a Nador, in Marocco, il 1º febbraio 1985 ma si trasferì in Norvegia nel 1998 con la famiglia stabilendosi a Romsås, un quartiere di Oslo.

### Carriera

#### Club
Debuttò nel calcio professionistico con la maglia del Lyn Oslo: precisamente, l'esordio nell'Eliteserien avvenne il 16 maggio 2004, quando sostituì Jan-Derek Sørensen nella sfida contro lo Stabæk, vinta per 2-0. Il 26 maggio segnò la prima rete, nel successo per 1-2 sull'Østsiden, in un incontro valido per il primo turno del Norgesmesterskapet. Il 19 settembre 2004 segnò invece il primo gol nella massima divisione norvegese, marcatura che sancì il successo per 0-1 sul campo del Tromsø. Rimase in squadra anche per il campionato successivo.
Nel 2006 fu ingaggiato dal Bodø/Glimt, formazione di 1. divisjon. Debuttò con questa casacca il 9 aprile, schierato titolare nel successo per 1-0 sullo Sparta Sarpsborg. Il 13 agosto segnò il primo gol per il Bodø/Glimt, contribuendo alla vittoria per 1-3 sul campo dello Hødd. Il club concluse il campionato al 5º posto finale, mancando la promozione. Quest'obiettivo venne però centrato nel campionato seguente, mediante gli incontri di qualificazione all'Eliteserien. Hamoud ed il suo Bodø/Glimt giocarono allora per due stagioni nella massima divisione, ma la squadra retrocesse al termine della stagione 2009. Il difensore rimase in squadra per un'altra stagione.
Il 17 agosto 2011 fu annunciato il suo passaggio allo Strømsgodset, a partire dal 1º gennaio successivo, legato alla nuova squadra con un contratto triennale. Esordì con questa maglia il 23 marzo 2012, schierato titolare nella sconfitta per 2-1 sul campo del Molde. Il 25 agosto 2013 segnò la prima rete per lo Strømsgodset, nella vittoria per 5-2 sul Molde. Contribuì alla vittoria finale del campionato 2013. Il 13 novembre 2014, lo Strømsgodset comunicò che il contratto di Hamoud, in scadenza a fine anno, non sarebbe stato rinnovato. Il 15 gennaio 2015, però, lo stesso club annunciò d'aver trovato un nuovo accordo con Hamoud, che firmò quindi un contratto triennale con lo Strømsgodset. Il 25 settembre 2017 prolungò ulteriormente il contratto con il club, fino al 31 dicembre 2019.
Il 12 febbraio 2020 passò allo Stoppen.

#### Nazionale
Hamoud registrò 7 presenze per la Norvegia under 21. Esordì il 17 agosto 2004, schierato titolare nella sconfitta per 2-3 contro il Belgio under 21.

### Morte
Mounir Hamoud morì improvvisamente a Drammen il 12 febbraio 2024 all'età di 39 anni per un arresto cardiaco.

## Statistiche

### Presenze e reti nei club
Statistiche aggiornate al 18 ottobre 2022.
| Stagione            | Club                | Campionato          | Campionato                                                                     | Campionato                                                                     | Coppe nazionali                                                                | Coppe nazionali                                                                | Coppe nazionali                                                                | Coppe continentali                                                             | Coppe continentali                                                             | Coppe continentali                                                             | Supercoppe                                                                     | Supercoppe                                                                     | Supercoppe                                                                     | Totale                                                                         | Totale                                                                         |
| Stagione            | Club                | Comp                | Pres                                                                           | Reti                                                                           | Comp                                                                           | Pres                                                                           | Reti                                                                           | Comp                                                                           | Pres                                                                           | Reti                                                                           | Comp                                                                           | Pres                                                                           | Reti                                                                           | Pres                                                                           | Reti                                                                           |
| ------------------- | ------------------- | ------------------- | ------------------------------------------------------------------------------ | ------------------------------------------------------------------------------ | ------------------------------------------------------------------------------ | ------------------------------------------------------------------------------ | ------------------------------------------------------------------------------ | ------------------------------------------------------------------------------ | ------------------------------------------------------------------------------ | ------------------------------------------------------------------------------ | ------------------------------------------------------------------------------ | ------------------------------------------------------------------------------ | ------------------------------------------------------------------------------ | ------------------------------------------------------------------------------ | ------------------------------------------------------------------------------ |
| 2004                | Lyn Oslo            | ES                  | 19                                                                             | 1                                                                              | CN                                                                             | 6                                                                              | 2                                                                              | -                                                                              | -                                                                              | -                                                                              | -                                                                              | -                                                                              | -                                                                              | 25                                                                             | 3                                                                              |
| 2005                | Lyn Oslo            | ES                  | 17                                                                             | 0                                                                              | CN                                                                             | 3                                                                              | 1                                                                              | -                                                                              | -                                                                              | -                                                                              | -                                                                              | -                                                                              | -                                                                              | 20                                                                             | 1                                                                              |
| Totale Lyn Oslo     | Totale Lyn Oslo     | Totale Lyn Oslo     | 36                                                                             | 1                                                                              |                                                                                | 9                                                                              | 3                                                                              |                                                                                | -                                                                              | -                                                                              |                                                                                | -                                                                              | -                                                                              | 45                                                                             | 4                                                                              |
| 2006                | Bodø/Glimt          | 1D                  | 21                                                                             | 1                                                                              | CN                                                                             | 4                                                                              | 0                                                                              | -                                                                              | -                                                                              | -                                                                              | -                                                                              | -                                                                              | -                                                                              | 25                                                                             | 1                                                                              |
| 2007                | Bodø/Glimt          | 1D                  | 30+2                                                                           | 7+0                                                                            | CN                                                                             | 4                                                                              | 1                                                                              | -                                                                              | -                                                                              | -                                                                              | -                                                                              | -                                                                              | -                                                                              | 36                                                                             | 8                                                                              |
| 2008                | Bodø/Glimt          | ES                  | 26                                                                             | 1                                                                              | CN                                                                             | 2                                                                              | 0                                                                              | -                                                                              | -                                                                              | -                                                                              | -                                                                              | -                                                                              | -                                                                              | 28                                                                             | 1                                                                              |
| 2009                | Bodø/Glimt          | ES                  | 28                                                                             | 2                                                                              | CN                                                                             | 0                                                                              | 0                                                                              | -                                                                              | -                                                                              | -                                                                              | -                                                                              | -                                                                              | -                                                                              | 28                                                                             | 2                                                                              |
| 2010                | Bodø/Glimt          | 1D                  | 26                                                                             | 3                                                                              | CN                                                                             | 2                                                                              | 2                                                                              | -                                                                              | -                                                                              | -                                                                              | -                                                                              | -                                                                              | -                                                                              | 28                                                                             | 5                                                                              |
| 2011                | Bodø/Glimt          | 1D                  | 29                                                                             | 1                                                                              | CN                                                                             | 3                                                                              | 0                                                                              | -                                                                              | -                                                                              | -                                                                              | -                                                                              | -                                                                              | -                                                                              | 32                                                                             | 1                                                                              |
| Totale Bodø/Glimt   | Totale Bodø/Glimt   | Totale Bodø/Glimt   | 160+2                                                                          | 15                                                                             |                                                                                | 15                                                                             | 3                                                                              |                                                                                | -                                                                              | -                                                                              |                                                                                | -                                                                              | -                                                                              | 177                                                                            | 18                                                                             |
| 2012                | Strømsgodset        | ES                  | 12                                                                             | 0                                                                              | CN                                                                             | 1                                                                              | 0                                                                              | -                                                                              | -                                                                              | -                                                                              | -                                                                              | -                                                                              | -                                                                              | 13                                                                             | 0                                                                              |
| 2013                | Strømsgodset        | ES                  | 18                                                                             | 1                                                                              | CN                                                                             | 2                                                                              | 0                                                                              | UEL                                                                            | 4                                                                              | 0                                                                              | -                                                                              | -                                                                              | -                                                                              | 24                                                                             | 1                                                                              |
| 2014                | Strømsgodset        | ES                  | 24                                                                             | 3                                                                              | CN                                                                             | 1                                                                              | 0                                                                              | UCL                                                                            | 2                                                                              | 0                                                                              | -                                                                              | -                                                                              | -                                                                              | 27                                                                             | 3                                                                              |
| 2015                | Strømsgodset        | ES                  | 12                                                                             | 1                                                                              | CN                                                                             | 2                                                                              | 0                                                                              | UEL                                                                            | 4                                                                              | 0                                                                              | -                                                                              | -                                                                              | -                                                                              | 18                                                                             | 1                                                                              |
| 2016                | Strømsgodset        | ES                  | 18                                                                             | 0                                                                              | CN                                                                             | 3                                                                              | 0                                                                              | UEL                                                                            | 2                                                                              | 0                                                                              | -                                                                              | -                                                                              | -                                                                              | 23                                                                             | 0                                                                              |
| 2017                | Strømsgodset        | ES                  | 11                                                                             | 0                                                                              | CN                                                                             | 2                                                                              | 1                                                                              | -                                                                              | -                                                                              | -                                                                              | -                                                                              | -                                                                              | -                                                                              | 13                                                                             | 1                                                                              |
| 2018                | Strømsgodset        | ES                  | 8                                                                              | 0                                                                              | CN                                                                             | 5                                                                              | 0                                                                              | -                                                                              | -                                                                              | -                                                                              | -                                                                              | -                                                                              | -                                                                              | 13                                                                             | 0                                                                              |
| 2019                | Strømsgodset        | ES                  | 9                                                                              | 0                                                                              | CN                                                                             | 3                                                                              | 1                                                                              | -                                                                              | -                                                                              | -                                                                              | -                                                                              | -                                                                              | -                                                                              | 12                                                                             | 1                                                                              |
| Totale Strømsgodset | Totale Strømsgodset | Totale Strømsgodset | 112                                                                            | 5                                                                              |                                                                                | 19                                                                             | 2                                                                              |                                                                                | 12                                                                             | 0                                                                              |                                                                                | -                                                                              | -                                                                              | 143                                                                            | 7                                                                              |
| 2020                | Stoppen             | 4D                  | La stagione è stata cancellata a causa della pandemia di COVID-19 in Norvegia. | La stagione è stata cancellata a causa della pandemia di COVID-19 in Norvegia. | La stagione è stata cancellata a causa della pandemia di COVID-19 in Norvegia. | La stagione è stata cancellata a causa della pandemia di COVID-19 in Norvegia. | La stagione è stata cancellata a causa della pandemia di COVID-19 in Norvegia. | La stagione è stata cancellata a causa della pandemia di COVID-19 in Norvegia. | La stagione è stata cancellata a causa della pandemia di COVID-19 in Norvegia. | La stagione è stata cancellata a causa della pandemia di COVID-19 in Norvegia. | La stagione è stata cancellata a causa della pandemia di COVID-19 in Norvegia. | La stagione è stata cancellata a causa della pandemia di COVID-19 in Norvegia. | La stagione è stata cancellata a causa della pandemia di COVID-19 in Norvegia. | La stagione è stata cancellata a causa della pandemia di COVID-19 in Norvegia. | La stagione è stata cancellata a causa della pandemia di COVID-19 in Norvegia. |
| 2021                | Skoger              | 6D                  | ?                                                                              | ?                                                                              | -                                                                              | -                                                                              | -                                                                              | -                                                                              | -                                                                              | -                                                                              | -                                                                              | -                                                                              | -                                                                              | ?                                                                              | ?                                                                              |
| Totale              | Totale              | Totale              | 108+2+                                                                         | 21+0+                                                                          |                                                                                | 44                                                                             | 8                                                                              |                                                                                | 12                                                                             | 0                                                                              |                                                                                | -                                                                              | -                                                                              | 375+                                                                           | 29+                                                                            |

## Palmarès

### Club
- Campionato norvegese: 1

Strømsgodset: 2013